# Indiana Jones und der letzte Kreuzzug
Indiana Jones und der letzte Kreuzzug ist der Titel eines Abenteuerfilms mit Harrison Ford und Sean Connery aus dem Jahr 1989. In diesem dritten Teil der Abenteuerfilm-Pentalogie des Regisseurs Steven Spielberg geht es um den Heiligen Gral, den Kelch, aus dem Jesus von Nazaret und seine Jünger beim letzten Abendmahl angeblich tranken und der dessen Blut bei der Kreuzigung auffing. Der Film hatte ein Budget von 48 Mio. US-Dollar. Insgesamt spielte er über 470 Mio. US-Dollar ein. Er startete am 14. September 1989 in den bundesdeutschen Kinos.

## Handlung
In der Anfangssequenz des Films (1912) gelingt es dem jungen Indiana Jones, als Pfadfinder in einer Felsenhöhle in Utah das Kreuz von Coronado zwielichtigen Schatzsuchern zu entwenden. Nach einer Verfolgungsjagd zu Fuß, mit Auto und Pferd und auf einem Zirkuszug gelangt er schließlich nach Hause. Sein Vater, der gerade beschäftigt ist, will allerdings nichts davon wissen, und so muss Indiana das Kreuz aufgrund des US-amerikanischen Finderrechts zurückgeben. Erst als erwachsener Mann (Zeitsprung ins Jahr 1938) gelingt es ihm endlich, das Kreuz dem Besitzer Panama Hat im Kampf abzunehmen und einem Museum zu übergeben.
Es folgt die Haupthandlung des Films, in dem sich Dr. Henry Jones Junior, genannt Indiana Jones, und sein Vater, Dr. Henry Jones, ein erbittertes Rennen um den Heiligen Gral mit deutschen Nationalsozialisten liefern. Dieser Kelch soll der Legende nach ungeheure Kräfte besitzen und der Schlüssel zur ewigen Jugend sein. Der Sage nach wurde der Gral schon einmal während der Kreuzzüge von drei Rittern gefunden. Nur einer von ihnen kehrte lebend nach Europa zurück und gab vor seinem Tod das Wissen um die Existenz der Reliquie weiter.
Als Indy von seiner Suche nach Coronados Kreuz an die Universität zurückkehrt, findet er in seiner Post ein Päckchen aus Venedig vor. Kurz darauf wird er vom Millionär Walter Donovan angeheuert, welcher die Hälfte einer Tafel besitzt, die ein Wegweiser zum Versteck des Grals ist. Von ihm erfährt Indiana, dass sein Vater – der sein Leben lang selbst nach dem Gral geforscht hat – vorher ebenfalls für Donovan nach dem Kelch Jesu gesucht hatte und während seiner Forschung verschwunden ist. Als Indiana zusammen mit Marcus Brody im Haus seines Vaters vorbeisieht, findet er dieses verwüstet und die Post geöffnet vor. Dabei fällt ihm das Päckchen aus Venedig ein; in ihm befindet sich ein Tagebuch, in dem Henry Jones jeden Hinweis auf den Gral niedergeschrieben hat.
Zusammen mit Marcus macht sich Indy auf den Weg nach Venedig, wo Henry Jones nach Hinweisen auf die Ruhestätte des zweiten Ritters gesucht hat, und trifft dort dessen Mitarbeiterin Dr. Elsa Schneider, eine österreichische Archäologin. In der Bücherei, wo Dr. Jones verschwunden war, finden sie anhand des Graltagebuchs einen Eingang zu einem Katakombenkomplex, in dem sich das Grab des Ritters befindet. Dieses gibt den entscheidenden Hinweis auf den Ausgangsort für ihre Suche: Alexandretta, das heutige İskenderun. Von den Mitgliedern eines Geheimbundes, der den Ruheplatz des Grals bewacht, erfährt Indiana zudem noch den Aufenthaltsort seines Vaters; er wurde nach Schloss Brunwald in Österreich, nahe der Grenze zu Deutschland, entführt.
Marcus Brody begibt sich daraufhin nach İskenderun, um zusammen mit Sallah, Indys altem Freund, die Expedition vorzubereiten. Dort gerät er jedoch in einen Hinterhalt und wird von Soldaten des Deutschen Afrikakorps entführt. Währenddessen befreit Indy seinen Vater aus Schloss Brunwald. Kurz darauf entpuppen sich Donovan und Elsa als Komplizen der Nazis und entwenden ihm das Tagebuch. Nach ihrer Flucht aus dem Schloss fahren die beiden Jones mit einem Motorradgespann nach Berlin, um Dr. Schneider während einer Bücherverbrennung das Tagebuch abzunehmen, in dem sich entscheidende Hinweise befinden. Vom Flughafen Tempelhof reisen sie mit einem Zeppelin aus, werden jedoch entdeckt und flüchten in einem parasitären Jagdflugzeug. Bei der daraufhin beginnenden Verfolgungsjagd quer durch Deutschland und den Balkan können die beiden Jones den Deutschen gerade noch entkommen.
In der Republik Hatay schließen sich Vater und Sohn mit Sallah zusammen, müssen dabei jedoch erfahren, dass Donovan und Elsa schon vor Ort sind und sie Marcus mitsamt der Karte, die sie zum Versteck des Grals führen sollte, bereits in ihrer Gewalt haben. Die drei folgen der deutschen Expedition und passen eine günstige Gelegenheit ab, um Marcus zu befreien, doch der Versuch entwickelt sich schnell zu einer turbulenten Verfolgungsjagd auf einem Panzer quer durch die Wüste. Am Ende gewinnt Henry Jones endlich die Einsicht, dass er jahrelang seinen Sohn wegen seiner Obsession vom Gral vernachlässigt hat.
Schließlich erreichen beide Parteien den Gralstempel. Da der Weg zum Relikt aber mit Fallen gespickt ist, schießt Donovan Indys Vater an und zwingt den Sohn dazu, den Gral persönlich zu holen, um dessen heilende Kräfte für die Rettung seines Vaters nutzen zu können. Mithilfe des Graltagebuchs gelingt es Indiana, die Fallen zu überwinden. Schließlich steht er dem letzten der drei Ritter gegenüber, der dank der Kraft des Grals die Jahrhunderte überdauert hat. Um sich des Grals würdig zu erweisen, muss der Suchende allerdings noch eine Prüfung bestehen: Aus einer Sammlung von Dutzenden Kelchen und Schalen muss er den richtigen Gral herausfinden.
Donovan taucht auf und trinkt begierig aus einem von Dr. Schneider ausgesuchten goldenen Kelch mit Edelsteinen; dieser jedoch stellt sich als der falsche heraus, woraufhin Donovan innerhalb von Sekunden altert und schließlich zu Staub zerfällt. Ein einfacher Becher eines Zimmermanns erweist sich für Indiana als die richtige Wahl, und er kann mit Wasser aus ihm seinem Vater das Leben retten. Als Elsa daraufhin den Gral aus dem Tempel entfernen will, stürzt dieser ein und der Felsboden reißt auf. Elsa gerät in eine Bodenspalte, kann sich gerade noch an der Felskante festhalten, verliert aber dabei den Gral. Beim gefährlichen Versuch, ihn wieder zu fassen, stürzt sie in den Abgrund. Dadurch gerät Indy selbst in Versuchung, den Gral wiederzuerlangen, doch seinem Vater gelingt es, ihn davon abzubringen. Die Überlebenden flüchten aus dem Tempel. Obwohl der Gral nun verloren ist, kehren Indiana und Dr. Jones mit etwas viel Wertvollerem wieder nach Hause zurück: einem lange zerrissenen und wieder neu geschmiedeten Band zwischen Vater und Sohn.

## Produktion

### Besetzung
- Pat Roach war der einzige Schauspieler neben Harrison Ford, der in den ersten drei Kinofilmen je einen Auftritt hatte. Er übernahm die Rollen eines Bergführers und Mechanikers im ersten, eines Wächters im zweiten sowie eines Gestapo-Manns im dritten Teil. Der 1,96 m große Mime mit der imposanten Statur wurde mehrmals als Zweikampf-Gegner von Indiana Jones eingesetzt.
- River Phoenix, der von Harrison Ford für die Besetzung vorgeschlagen wurde, spielte in dem Film den jungen Indiana Jones, was seiner kurzen Karriere einen kräftigen Schub verlieh.
- Sean Connery, der Indiana Jones’ Vater spielt, war nur zwölf Jahre älter als Harrison Ford.
- Der Darsteller Michael Sheard hatte in diesem Film eine kleine Gastrolle als Adolf Hitler.
- Ronald Lacey, der schon im Film Jäger des verlorenen Schatzes als Toht auftrat, hatte einen Cameo-Auftritt: Er war kurz als Heinrich Himmler zu sehen.

### Drehorte

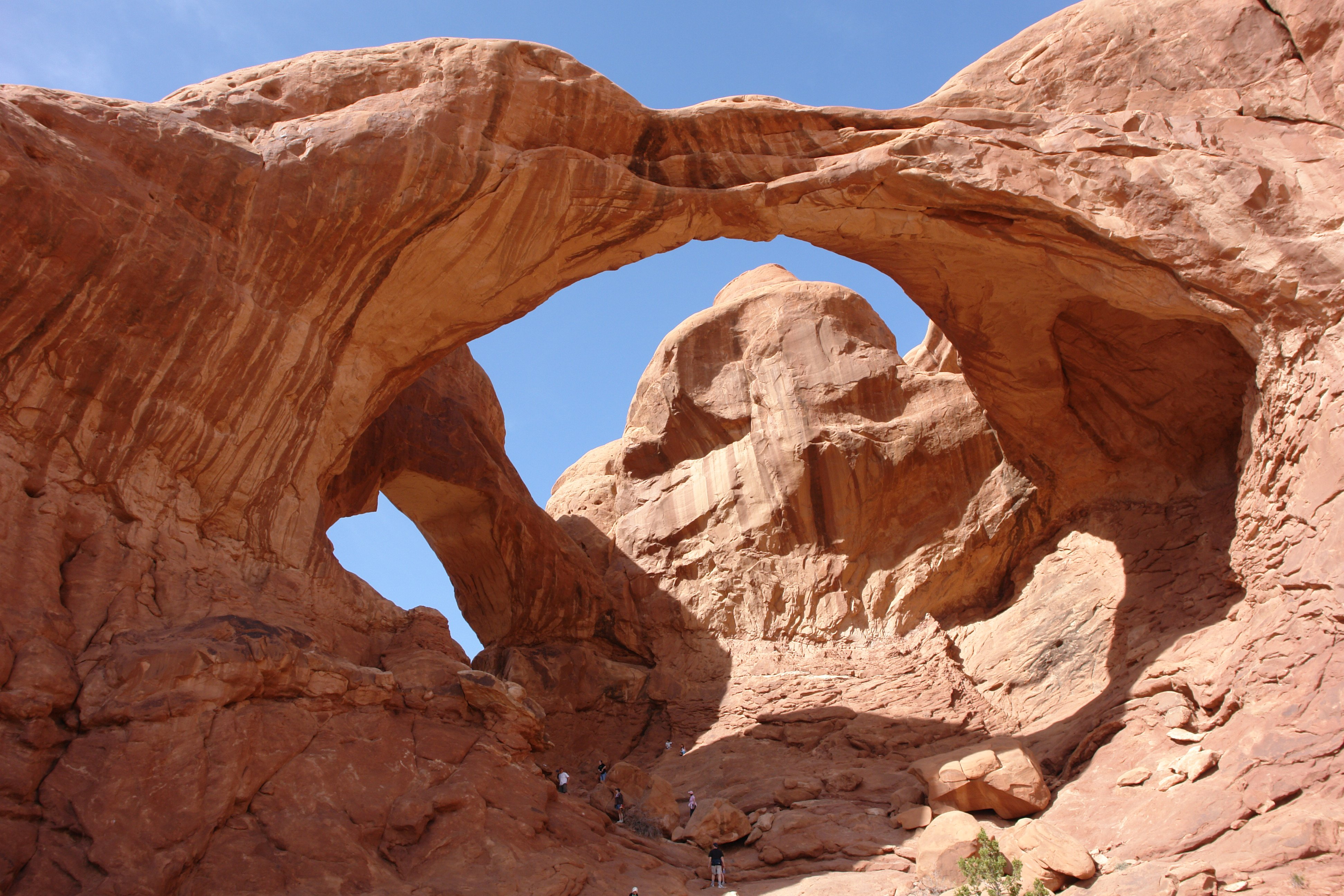
„Double Arch“, Arches-Nationalpark in Utah

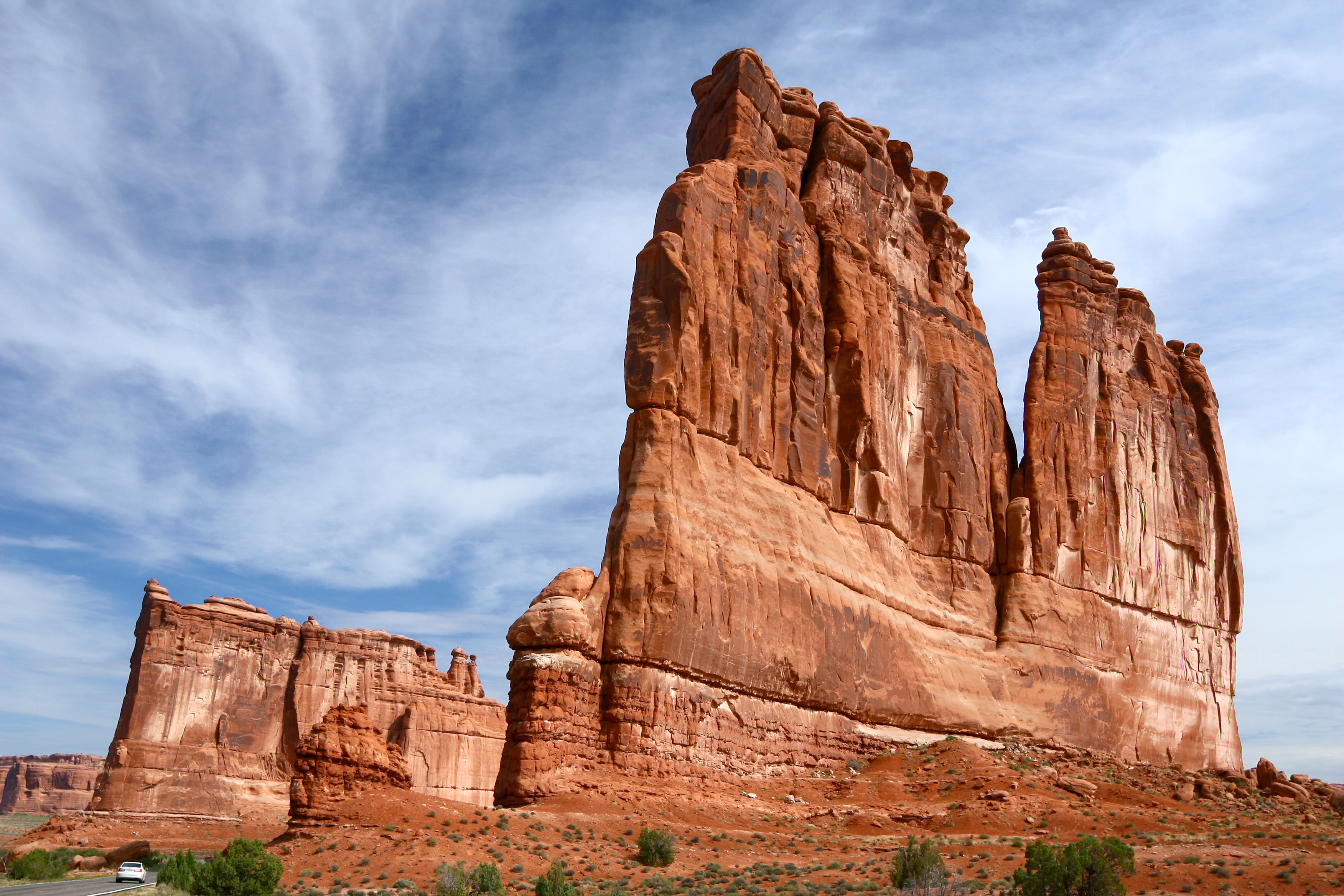
„The Organ“, Arches-Nationalpark in Utah

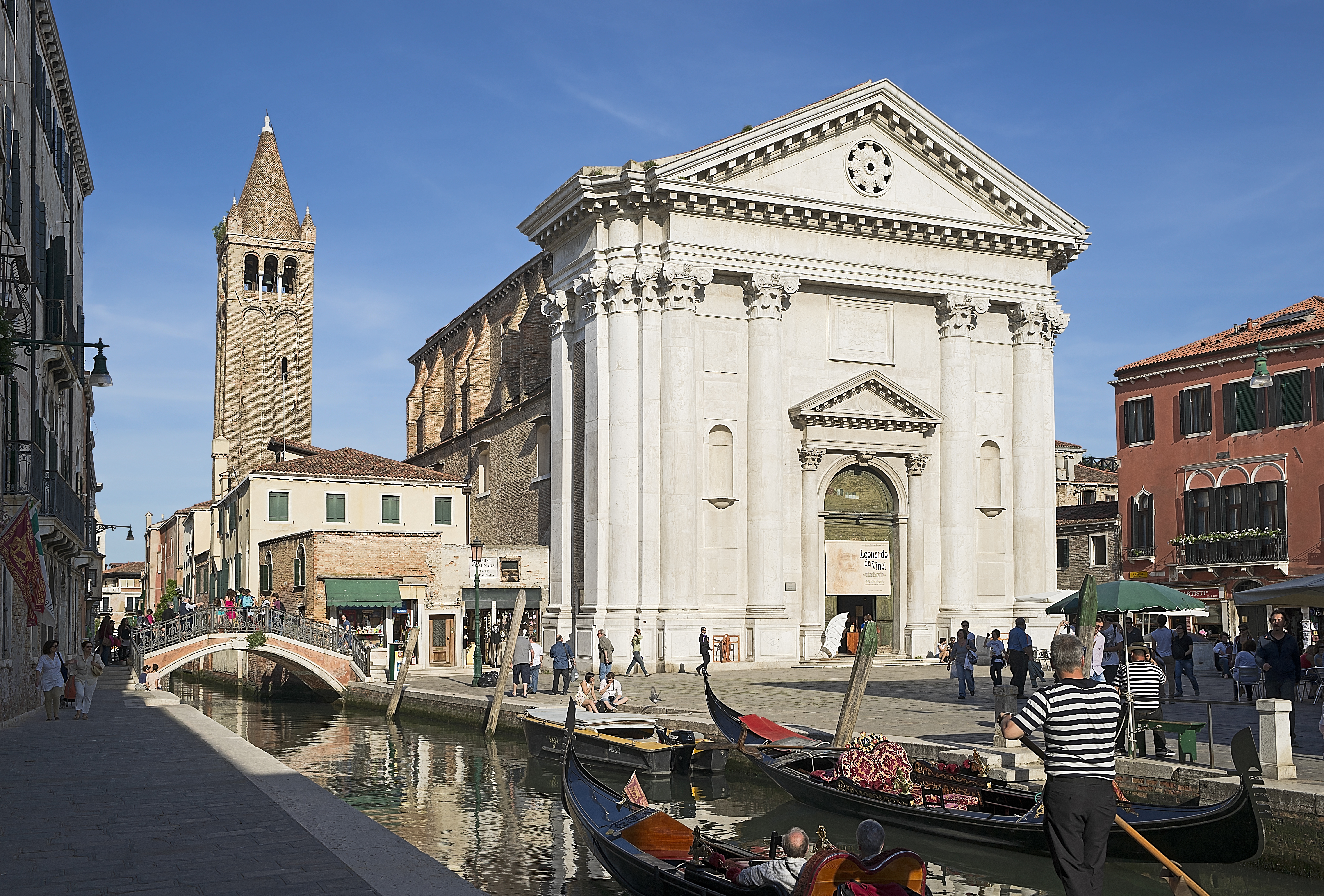
Die San-Barnaba-Kirche in Venedig, diente als Bücherei

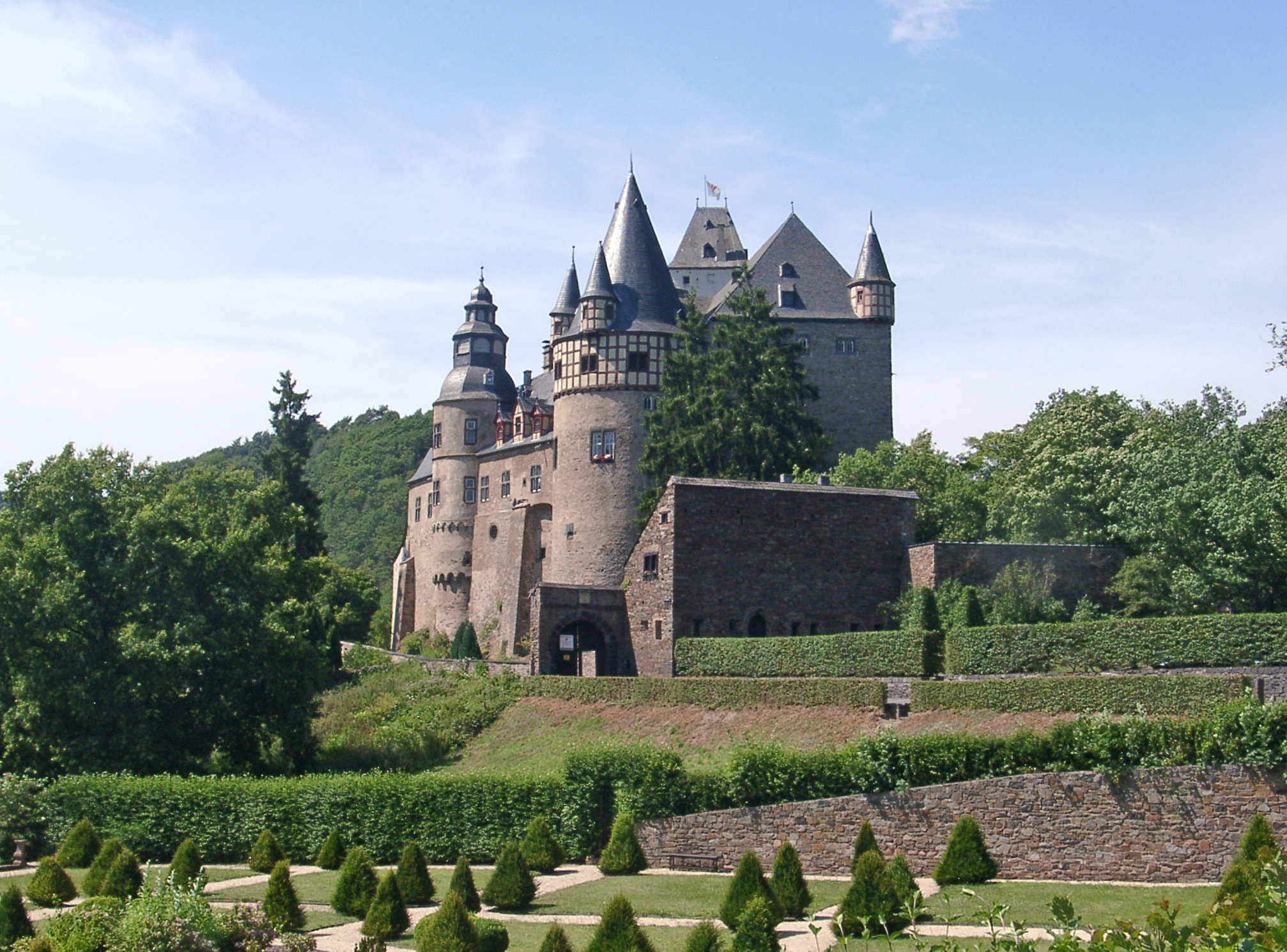
Das Schloss Bürresheim bei Mayen in Rheinland-Pfalz, diente als das österreichische „Schloss Brunwald“

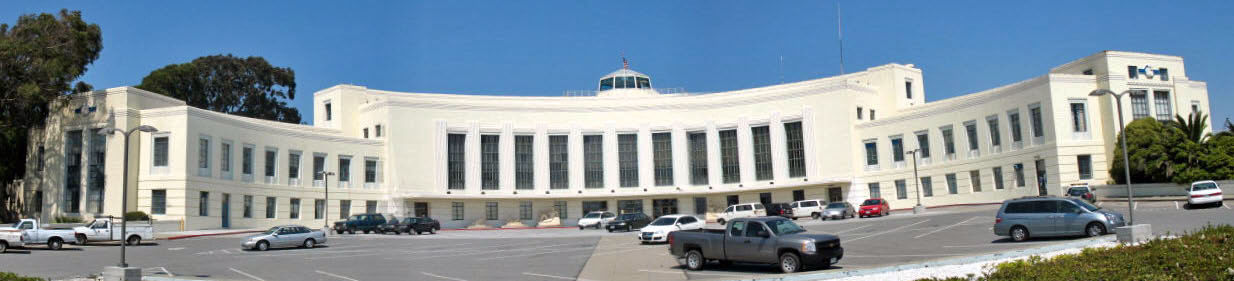
Administration Building, auf Treasure Island, in San Francisco, diente als Flughafen Berlin-Tempelhof

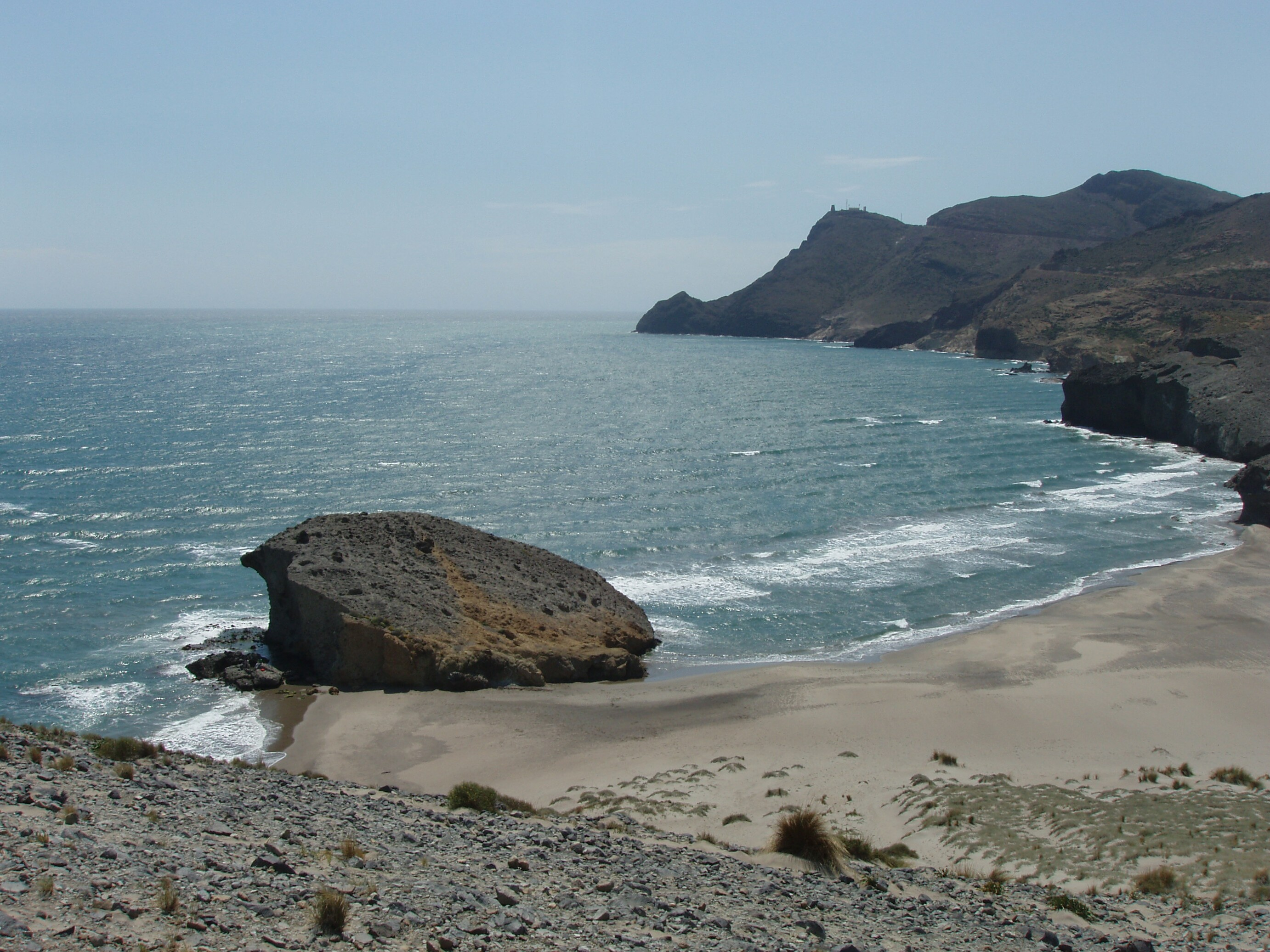
Die Bucht von Mónsul (Playa de Mónsul) – im Hintergrund der Torre de Vela Blanca in Cabo de Gata in Almería

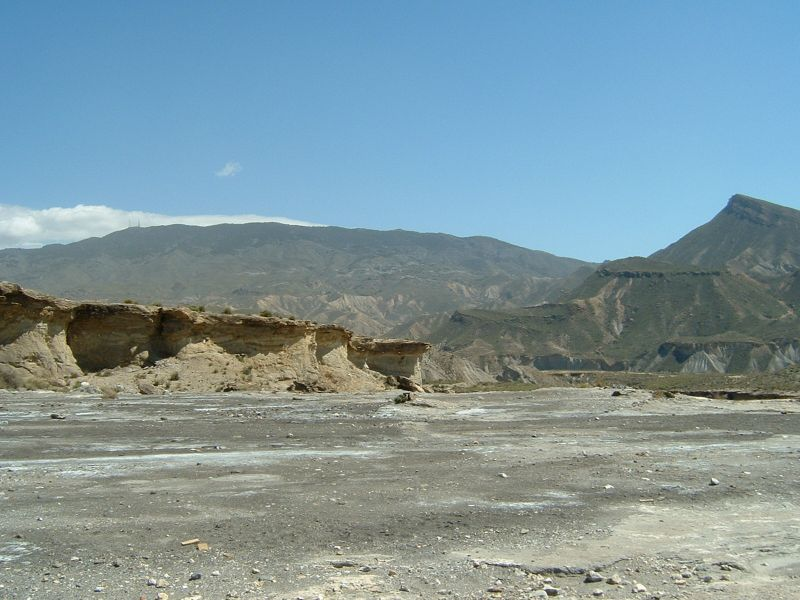
Die Wüste von Tabernas in Almería

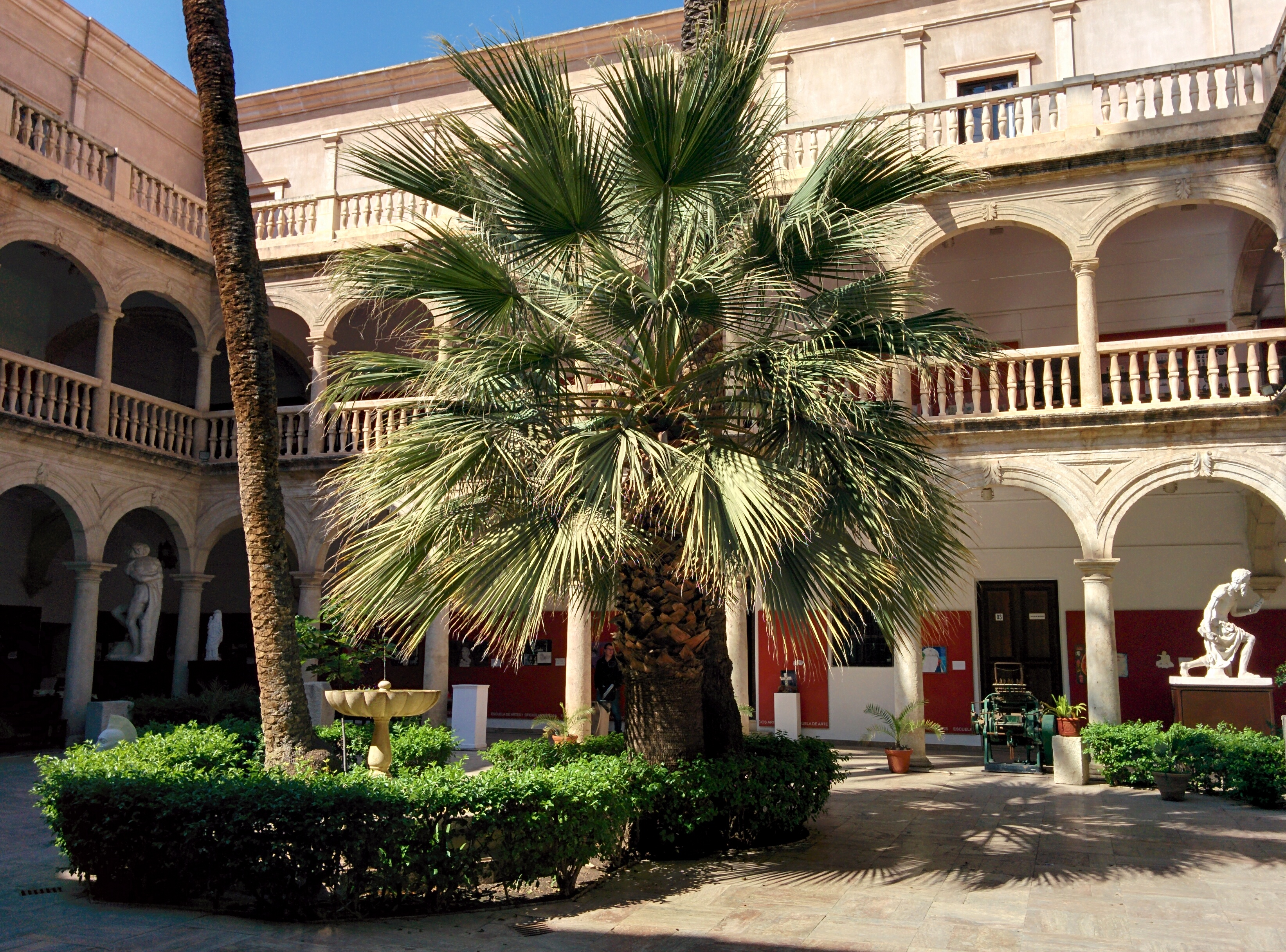
Der Innenhof der Kunstschule von Almería (Escuela de Arte de Almería), diente als Palast des „Sultans von Hatay“

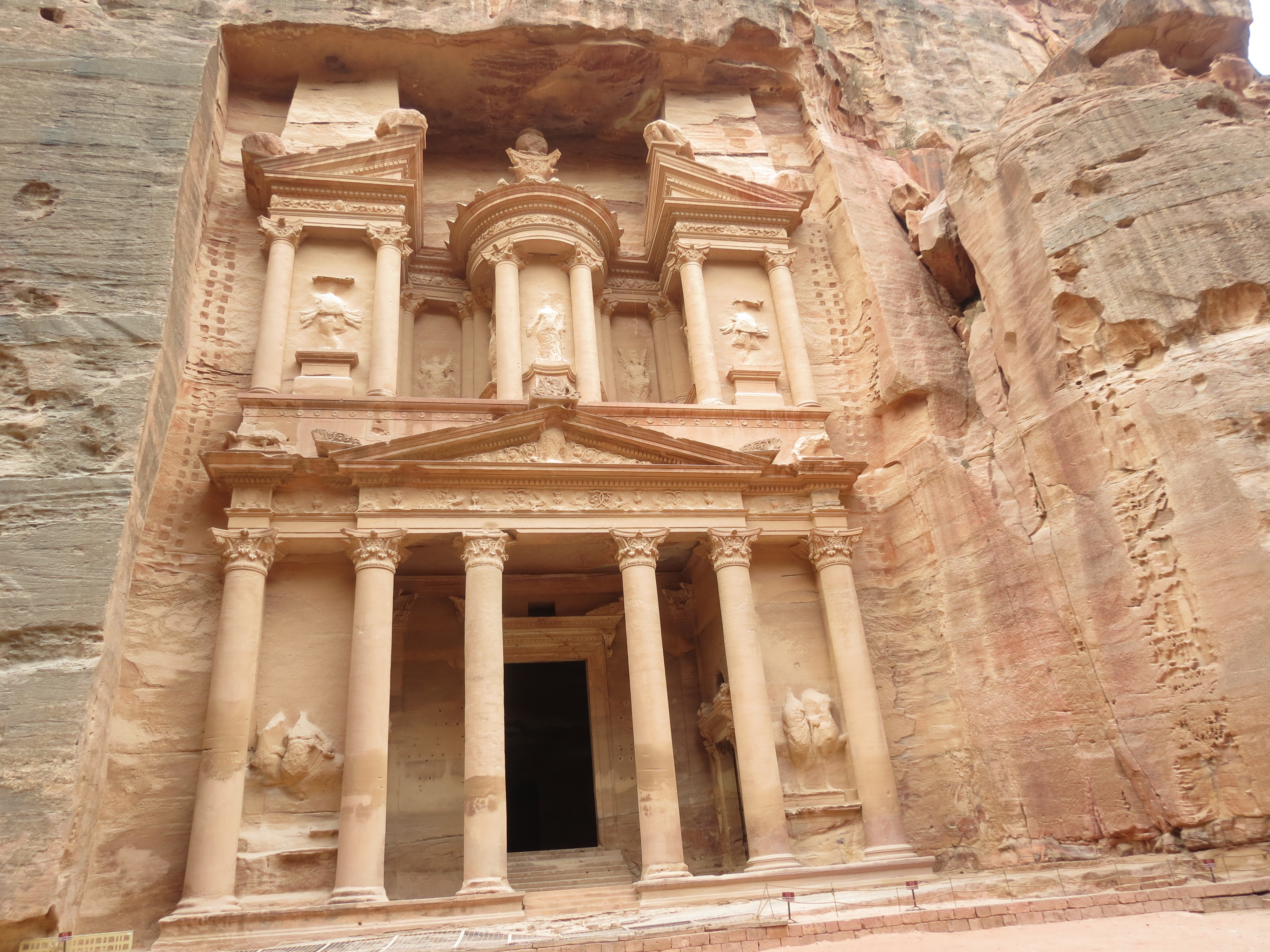
Das „Schatzhaus“ in Petra – Außendrehort für den Gralstempel

Die fiktive „Flagge der Republik Hatay“

- Die am Anfang des Filmes gezeigten Wüstenszenen entstanden im Arches-Nationalpark in Utah (USA). Als erstes sind „The Organ“ und der „Balanced Rock“ zu sehen, an denen die Gruppe vorbeireitet. Danach klettern Personen der Gruppe an der „Double Arch“ genannten Felsformation herum. Direkt rechts daneben befinden sich auch die Höhlen, in die der junge Indiana Jones klettert und in denen er die Grabräuber mit dem Kreuz von Coronado überrascht.
- Die Stadt Venedig räumte dem Filmprojekt für einen Tag von 07:00 Uhr bis 13:00 Uhr die absolute Kontrolle über den Canal Grande ein.
- Das österreichische „Schloss Brunwald“, in dem Professor Jones gefangen gehalten wird, ist das deutsche Schloss Bürresheim bei Mayen in der Eifel.
- Auf der Reise nach „Schloss Brunwald“ ist ein kurzer Ausschnitt einer Autofahrt zu sehen, aufgenommen am Scheitelpunkt der Roßfeldhöhenringstraße (an der Grenze zwischen Österreich und Deutschland).
- Als Kulisse für den Abflug des Zeppelins diente nicht, wie oft irrtümlich angenommen, der Flughafen Berlin-Tempelhof, sondern das Treasure Island Museum auf Treasure Island (Kalifornien) in der Bucht von San Francisco.
- Die Aufnahmen, in denen ein Jagdflugzeug in einen Tunnel stürzt, in den Indiana Jones und sein Vater mit einem Auto flüchten, sowie die spätere Sequenz der Verfolgungsjagd mit einem Panzer entstanden in der Wüste von Tabernas bei Almería in Andalusien (Südspanien). Produzent Robert Watts hatte dort bereits in den 1960er Jahren einen Western gedreht.
- Die Szene am Strand, in welcher Professor Jones mit einem Schirm einen Schwarm Möwen aufscheucht, um ein Jagdflugzeug zum Absturz zu bringen, wurde an der südspanischen Mittelmeerküste an der Playa de Mónsul, östlich von Almería gedreht. In einer Einstellung ist die Felsklippe des Torre de Vela Blanca zu sehen.
- Drehort des Bahnhofs von İskenderun war der Bahnhof von Guadix (ebenfalls Andalusien).
- Die Anfangsansicht der Szene, die mit dem Einblenden von „Republik Hatay“ eingeleitet wird, zeigt die Hagia Sophia im heutigen Istanbul, also nicht etwa einen Ort der heutigen Provinz Hatay.
- Von der Namens- und Ortsgleichheit abgesehen, hat die im Film gezeigte „Republik Hatay“ allerdings nichts mit der historischen Republik Hatay zu tun. Die Flagge ist erfunden, ebenso die Staatsform, eine Monarchie mit einem Sultan an der Spitze.
- Der Siq, eine teils nur zwei Meter breite, dafür über 1,2 Kilometer lange Schlucht, die zur verlassenen Felsenstadt Petra im heutigen Jordanien führt, wurde als Kulisse des Films genutzt. Der Tempel aus den Schlussszenen des Films ist das Felsgrab Khazne al-Firaun in Petra. Während der Dreharbeiten dort besuchte die jordanische Königsfamilie den Drehort.

### Kostüme
- Für alle Schauspieler, die deutsche Soldaten darstellten, wurden extra aus Osteuropa Reproduktionen der früheren Uniformen eingekauft.
- Wegen der großen Hitze im Studio trugen Sean Connery und Harrison Ford während des Drehs der Zeppelin-Szene teilweise keine Hosen.
- Der SS-Offizier Vogel wird im Film mehrmals als Obersturmbannführer bezeichnet. Dieser SS-Dienstgrad entspricht jedoch dem militärischen Dienstgrad Oberstleutnant, während die Kragenspiegel von Vogels SS-Uniform ihn jedoch eindeutig als Standartenführer ausweisen, d. h. der entsprechende militärische Dienstgrad wäre Oberst.

- In der englischen Originalfassung kommen SS-Dienstgrade in den Dialogen überhaupt nicht vor, Vogel wird nur ein einziges Mal von Dr. Schneider wörtlich mit „Herr Oberst“ angesprochen (fälschlicherweise, da die Dienstgrade "Oberst" und "Standartenführer" in der NS-Hierarchie zwar gleichrangig waren, aber nur letzterer in der SS existierte).

### Weitere Details
- Um die Geräuschkulisse tausender Ratten zu simulieren, nutzte der Sound-Designer Ben Burtt die oberen Tonlagen tausender Hühner. Für dieselbe Szene musste ein enormer juristischer Aufwand in Kauf genommen werden. Der für den Dreh verantwortliche Versicherer musste ein Schriftstück ausarbeiten, das die mehr als tausend benötigten Ratten unter Versicherungsschutz stellte sowie für einen potenziellen Drehausfall aufgrund von Krankheit, eines Unfalls oder ausbleibender Kooperativität der Tiere die finanziellen Folgen abdeckte. Immerhin hätte ein Tag Drehausfall hunderttausende Dollar kosten können. Für diese Szene wurden eigens 2000 Ratten gezüchtet, um im Gegensatz zu freilebenden Ratten keine Krankheitsträger zum Filmset zu bringen.
- Die Narbe am Kinn von Indiana Jones wird im Film durch das Missgeschick beim ungeübten Umgang mit der Peitsche erklärt. Diese Narbe hat Harrison Ford tatsächlich. Er hat sie sich bei einem Autounfall in jungen Jahren zugezogen.
- In zwei Szenen finden sich humorvolle Anspielungen auf Ereignisse der beiden vorherigen Filme der Reihe. In Venedig identifiziert Indiana gegenüber Elsa ein Wandgemälde „ganz sicher“ als die Bundeslade, die er selbst in Jäger des verlorenen Schatzes wiederentdeckt hat. Später im Film, während der Flucht aus dem Zeppelin, beteuert Indiana gegenüber seinem Vater, dass er ein Flugzeug zwar fliegen, aber nicht landen könne, was eine Referenz an den Flugzeugabsturz zu Beginn von Der Tempel des Todes ist.
- Während der Bücherverbrennung in Berlin wird im Hintergrund der Königgrätzer Marsch gespielt.
- Als Indiana und Henry Jones auf Schloss Brunwald gefangen sind und unabsichtlich den Fußboden in Brand stecken, flüchten sie sich in einen Kamin, dessen Hinterwand eine Drehtür ist. Auf dieser Drehtür ist ein Doppeladler zu sehen, der wohl andeuten soll, dass das Schloss sich in Österreich befindet. Allerdings handelt es sich um den Doppeladler des Russischen Zarenreichs mit dem Heiligen Georg als Wappen, nicht um den Doppeladler Österreichs.
- Ein Rolls-Royce Phantom II war die Bezahlung, die der Sultan von Hatay für die Unterstützung der Nazis auf der Suche nach dem Heiligen Gral forderte. Zu den Leistungsdaten sagte der Sultan: „Rolls-Royce Phantom two. 4.3 litre, 30 horsepower, six cylinder engine, with Stromberg downdraft carburetor, can go from zero to 100 kilometres an hour in 12.5 seconds“.[4] Diese sind bezüglich Motorleistung und Hubraum fehlerhaft. In der deutschen Version des Films tauchen diese fehlerhaften Beschreibungen zwar nicht auf, jedoch wurde ein falsches Beschleunigungsvermögen des Autos angegeben („28,5 Sekunden für die Beschleunigung von 0 auf 100 km/h“). Zudem handelte es sich bei dem im Film gezeigten Fahrzeug um keinen Rolls-Royce Phantom II sondern um einen 1935er Rolls-Royce 20/25 hp Barker Saloon.[5][6]
- Henry Jones Senior (Sean Connery) wird mit einer Walther PPK (Dienstwaffe von James Bond) von Walter Donovan (Julian Glover) angeschossen. Julian Glover spielte zuvor den Bond-Bösewicht Kristatos im Film In tödlicher Mission (1981).
- Während des Unterrichts an der Universität sieht man auf dem Lehrertisch das Buch von James Aldridge „Living Egypt“ liegen, welches jedoch erst 1969 erschienen ist.

### Postproduktion
- In der Iehova-Rätsel-Szene ist teilweise zu erkennen, dass sie noch in der Nachproduktion verändert wurde: Laut Drehbuch bricht Jones nicht ein, als er das falsche Feld betritt, sondern eine giftige Riesenspinne wird freigesetzt. Das wurde allerdings fallengelassen, da es unerklärlich war, wie nach so langer Zeit seit dem Bau des Tempels eine Spinne noch am Leben sein sollte. Im fertigen Film ist nicht zu sehen, wie sich Jones aus dem Loch, in das er einbricht, wieder hochhangelt; stattdessen kann man den Spinnenangriff an der Art erahnen, wie er sich hektisch die Hosenbeine abklopft, als er wieder auf festem Boden steht.
- In der ursprünglichen US-Kinofassung gab es einen Fehler bei der Schreibweise von Adolf Hitlers Namen. In der Szene in Berlin, in der Indiana Jones ein Autogramm von Hitler bekommt, schreibt dieser seinen Vornamen als „Adolph“, also mit „ph“ am Ende. Für die deutsche Version und spätere Kino-, Video- und DVD-Versionen wurde der Fehler korrigiert und es wird die korrekte Schreibweise „Adolf“ gezeigt. Dennoch entspricht die Handschrift in keiner Weise der tatsächlichen Unterschrift Hitlers.

### Spezialeffekte
Der Film gilt heute als der erste, bei dessen visuellen Effekten digitales Compositing großflächig zum Einsatz kam. Auf Film aufgenommene Einzelelemente, u. a. Bluescreenaufnahmen, wurden dabei eingescannt und schließlich mit Hilfe von Bildbearbeitungssoftware miteinander kombiniert. Dies war ein filmtechnisch entscheidender historischer Fortschritt, wurde Compositing seit Anbeginn des Films doch entweder komplett am Set mittels praktischer optischer Tricks wie dem Schüfftan-Verfahren oder durch Rückprojektion durchgeführt, oder aber im Nachhinein durch klobige Techniken wie Doppelbelichtung oder in Weiterentwicklung dieses Verfahrens durch fotochemisches Compositing, wozu ein optischer Drucker verwendet wurde.
Da das bis in die späten 1980er Jahre gängige fotochemische Verfahren jedoch zahlreiche Einschränkungen beim Drehen bedeutete, sehr aufwändig und teuer werden konnte und zahlreiche seiner charakteristischen Artefakte nicht zu eliminieren waren (wie z. B. schwarze Linien um die ausgestanzten Bildelemente oder ein weiterhin sichtbarer Blauschimmer vom Bluescreen ins Objekt hinein) war das digitale Zusammenfügen ein großer Fortschritt. Es war kosteneffizienter und bot weitaus bessere Möglichkeiten der anschließenden Bildmanipulation und -verfeinerung. Eine charakteristische Szene aus dem Film, bei der die neue Technik angewandt wurde, ist die Transformation Donovans gegen Ende. Eine weitere Vorreiterrolle spielte diese Sequenz in Bezug auf digitales Morphing. Diese zuerst in Der Flug des Navigators und Willow angewandte Technik, die im Prinzip fließende Übergänge zwischen zwei Einzelbildern durch digitales Errechnen von Zwischenbildern ermöglicht, wurde hierbei nochmals verfeinert.

### Historizität
Wie in fast allen Filmen, die zwar in einem historischen Kontext spielen, bei denen der fiktionale Anteil jedoch weit überwiegt, treten auch in Indiana Jones und der letzte Kreuzzug historische Unstimmigkeiten oder Anachronismen auf, die von den Produzenten in Kauf genommen werden, da der Film keinerlei Anspruch auf historische Korrektheit erhebt. So wird hier zum Beispiel auf Ereignisse zurückgegriffen, die Jahre zuvor stattfanden (Bücherverbrennung, Zeppelinverkehr) oder die historisch gesehen erst später stattfinden sollten (Einsatz des Deutschen Afrikakorps). Des Weiteren wurden auch Fahrzeuge benutzt, die es zu diesem Zeitpunkt noch nicht gab oder die nie von der Wehrmacht benutzt worden waren (z. B. Pilatus P-2 Schulflugzeug anstelle der Messerschmitt Bf 109).

## Folgeprodukte
Aus dem Stoff entstand auch ein Adventure-Computerspiel mit dem englischen Titel des Films Indiana Jones and the Last Crusade.

## Synchronisation
Die deutsche Synchronisation der ersten Fassung entstand im Auftrag der Berliner Synchron nach einem Dialogbuch und unter Dialogregie von Arne Elsholtz.
| Rolle                         | Darsteller                          | Synchronsprecher             |
| ----------------------------- | ----------------------------------- | ---------------------------- |
| Dr. Henry „Indiana“ Jones Jr. | Harrison Ford, River Phoenix (jung) | Wolfgang Pampel, Simon Jäger |
| Prof. Dr. Henry Jones Sr.     | Sean Connery                        | Gert Günther Hoffmann        |
| Dr. Marcus Brody              | Denholm Elliott                     | Eric Vaessen                 |
| Dr. Elsa Schneider            | Alison Doody                        | Katja Nottke                 |
| Sallah                        | John Rhys-Davies                    | Helmut Krauss                |
| Walter Donovan                | Julian Glover                       | Christian Rode               |
| SS-Standartenführer Vogel     | Michael Byrne                       | Peter Neusser                |
| Butler                        | Vernon Dobtcheff                    | Klaus Sonnenschein           |
| Sultan                        | Alexei Sayle                        | Gerd Duwner                  |

## Kritiken
Das Lexikon des internationalen Films wertete: „In Spielbergs dritter Variation des Themas ‚die Schatzsuche als megalomanes Kinoereignis‘ erhält der Held einen reizvollen Rivalen: sein eigener (Über-)Vater begleitet ihn mit viel selbstironischem Understatement. Die perfekte Action-Story gewinnt aus der liebevoll-humorigen Beziehung der beiden sympathisch-menschliche Züge und bietet, obwohl sie nur zu Beginn witzig und selbstironisch ist, kurzweilige Unterhaltung.“
Im Dirk Jasper FilmLexikon der FAZ war zu lesen: „Steven Spielbergs Timing ist perfekt, seine Spannungsdramaturgie fehlerlos, seine Fähigkeit, das Tempo immer noch einmal und noch einmal zu steigern, scheinbar unbegrenzt.“
Cinema meinte: „Laut Regisseur Spielberg Indys bester Auftritt. Die furiose Actionmaschinerie läuft wie geschmiert, Spannung und Timing grenzen an Perfektion, und die Frotzeleien zwischen Vater und Sohn machen so richtig Spaß. Fazit: Mehr Spektakel geht eigentlich nicht.“
Oliver Armknecht von film-rezensionen.de urteilte: „Nachdem der Vorgänger in seiner Mischung aus Slapstick und Horror nicht so ganz überzeugte, ist ‚Indiana Jones und der letzte Kreuzzug‘ wieder ein deutlich gelungenerer Film mit viel Humor, tollen Einfällen und starken Charakteren. Die Verfolgungsjagden waren sicher etwas exzessiv, der Unterhaltungsfaktor des dritten Abenteuers rund um den unkonventionellen Archäologen stimmte jedoch.“
Bei Kino-Zeit wertete Marie Anderson: „Auch wenn die Zeitsprünge und Ortswechsel zunächst ein wenig wild erscheinen, findet auch dieser dritte Teil des Indiana Jones-Zyklus rasch in den dynamischen, packenden Modus seiner Vorgängerfilme und besticht in gewohnter Manier durch seine prächtig gestaltete Bildsprache mit dem Abenteuerflair längst vergangener Zeiten.“

## Auszeichnungen
Oscar 1990
- Bester Tonschnitt für Ben Burtt und Richard Hymns
- Nominierung in der Kategorie Beste Filmmusik für John Williams
- Nominierung in der Kategorie Bester Ton für Ben Burtt, Gary Summers, Shawn Murphy und Tony Dawe

Golden Globe Awards 1990
- Nominierung in der Kategorie Bester Nebendarsteller für Sean Connery

British Academy Film Awards 1990
- Nominierung in der Kategorie Bester Nebendarsteller für Sean Connery
- Nominierung in der Kategorie Beste visuelle Effekte für George Gibbs, Michael J. McAlister, Mark Sullivan und John Ellis

Saturn Award 1991
- Nominierung in der Kategorie Bester Fantasyfilm für George Lucas, Frank Marshall und Robert Watts
- Nominierung in der Kategorie Bester Hauptdarsteller für Harrison Ford

Goldene Leinwand
- 3 Millionen Kinobesucher in 18 Monaten